# Gina Guidi
Gina Marie "Boom Boom" Guidi (Área de la Bahía de San Francisco, 19 de mayo de 1962) es una boxeadora profesional estadounidense y activista por los derechos LGBT. Es doble campeona del mundo de peso wélter júnior femenino.Fue la protagonista del documental Red Rain de Laura Plotkin.

## Trayectoria
Hija de madre soltera, creció en un barrio marginal de la Bahía de San Francisco. Durante la adolescencia, sufrió pobreza, violencia doméstica y homofobia, además de probar las drogas.
Guidi comenzó a boxear de adolescente con sus hermanos en la liga atlética de la policía local, donde era una de las pocas chicas activas. Inicialmente querían aprender kárate, pero tras una prueba en el mismo centro dicho deporte no los convenció. Desde entonces, ha pasado más de 25 años boxeando. Con un récord amateur invicto de 12-0 con nueve nocauts (KO), un empate y una derrota, se convirtió en profesional en 1994 y se retiró en 2001.Su récord profesional es 16-1-1 y seis de sus victorias fueron por KO.Tan solo sufrió una derrota en su carrera deportiva contra Mary Ann Almager el 23 de marzo de 1996 en Las Vegas. Su pareja, Diane Butler, le hacía de cornerman en los combates, mientras que ella misma se hacía de representante en el mundo del boxeo.
Fue ganadora de una medalla de oro en los Gay Games de 1982, celebrados en San Francisco, concretamente en la categoría femenina de peso wélter. Más adelante, en 1997, venció a Leah Mellinger en Salinas en la final del Campeonato Norteamericano de Peso Wélter (North American Welter Weight Championship), convirtiéndose en la campeona estadounidense en dicha categoría de boxeo. Asimismo, en 1998 se llevó el título de campeona del mundo de peso mediano en la competición de la Federación Internacional de Boxeo Femenino (IWBF Middleweight World Champion) en una pelea con Dora Webber como contrincante. También consiguió el título de peso superwélter norteamericano de la misma IWBF en septiembre de 1996 y el de campeona mundial en peso mediano de la Asociación Internacional de Boxeo Femenino en febrero de 1997. El 22 de abril del 2000 derrotó a Trina Ortegon, de Nuevo México, en un combate de diez asaltos por el título del Campeonato Mundial de Peso Medio de la WIBF. Obtuvo la victoria por puntos.
Durante su carrera, tuvo un incidente con su compañera de profesión Christy Martin cuando fue a su firma de autógrafos en California con un pollo de goma para desafiarla jocosamente a pelear. Martin reaccionó insultándola al grito de dyke y tuvo que retenerla el boxeador Ken Norton, que también estaba firmando en el recinto. Años más tarde, en su autobiografía Fighting for Survival, Martin se disculpó por haberla insultado.
Como la retribución por dedicarse al boxeo femenino era insuficiente para el nivel de vida del país, Guidi compaginó su carrera deportiva con un trabajo a jornada completa como gerente de compras para una agencia de publicidad de San Francisco, gestionándolo todo desde su sala de correo. Hoy en día, habiendo abandonado ambas facetas, dona periódicamente tiempo y dinero a organizaciones sin fines de lucro, entre los cuales se hallan programas de investigación del SIDA y de prevención de la violencia doméstica. Además, ha apoyado públicamente varias causas por los derechos de la comunidad LGBTI. También fue voluntaria durante los años 2000 del grupo HAND (Helping After Neonatal Death) of the Peninsula, una organización con sede en Redwood City dedicada al acompañamiento de quienes han perdido a sus hijos por muerte perinatal.

## Reconocimientos
En 1996 fue la primera boxeadora honrada por la Asociación de Boxeadores Veteranos del Norte de California. En 1998, la ciudad de San Leandro nombró el 16 de marzo como Día de Gina Guidi en su honor.
En 2006, el documental de Laura Plotkin Red Rain retrató la trayectoria de Guidi y su triunfo en el boxeo profesional femenino, mientras cuestionaba los estereotipos en torno a las mujeres en este deporte. Contenía la grabación de su victoria contra Dora Webber en 1998, que la coronó campeona.
En 2013, fue nombrada por la revista The Advocate como una de las pocas boxeadoras que se han declarado abiertamente lesbianas.Además, se considera que a través de la expresión abierta de su orientación sexual y su condición de mujer en el ámbito deportivo, ha desafiado las nociones tradicionales de la feminidad y la masculinidad hegemónicas, así como las de la heterosexualidad obligatoria.

## Vida personal
Es abiertamente lesbiana. Su pareja en 1997 se llamaba Diane Butler. Aunque Guidi no es religiosa, es muy propensa a la meditación budista, así como las enseñanzas del budismo y sobre todo de Thích Nhất Hạnh.